# Piper seychellarum
Piper seychellarum (tiếng Anh thường gọi là Seychelles Pepper) là một loài thực vật thuộc họ Piperaceae. Đây là loài đặc hữu của Seychelles. Môi trường sống tự nhiên của chúng là rừng ẩm vùng đất thấp nhiệt đới hoặc cận nhiệt đới. Chúng hiện đang bị đe dọa vì mất môi trường sống.